# Republiken Schwarzenberg
Republiken Schwarzenberg (ty: Republik Schwarzenberg eller Freie Republik Schwarzenberg) är en informell beteckning för ett område runt Schwarzenberg i Sachsen som under 42 dagar efter andra världskrigets slut våren 1945 inte var ockuperat av någon av segrarmakterna. 
Begreppet "Republik Schwarzenberg" myntades 1984, alltså långt efter det faktiska skeendet, av den östtyske författaren Stefan Heym i boken Schwarzenberg.

## Historisk förlopp
I det kaos som rådde efter Tysklands villkorslösa kapitulation den 8 maj 1945 förblev dåvarande Landkreis Schwarzenberg och Landkreis Stollberg, som enda områden i Tyskland, icke-ockuperade under sex veckor. Grunden till detta är ännu inte klarlagd, men historikerna har många teorier. Några hävdar att amerikanerna skulle dra sig tillbaka till floden Mulde. Problemet är att det finns tre Mulde (Freiberger Mulde och Zwickauer Mulde förenas till Mulde), och att det skulle ha blivit någon missuppfattning. Andra påstår att området helt enkelt glömdes bort. Vidare tror några att det uranrika området var ett utbyte mot delar av Berlin. En fjärde teori berättar om förhandlingar mellan Karl Dönitz och amerikanerna i Bern 12 april samma år. Där skulle man kommit överens om att amerikanerna skulle lämna området o-ockuperat, så att de tyska soldaterna kunde ta sig tillbaka och hamna i amerikansk krigsfångenskap istället för sovjetisk. Denna teori understöds av det faktum att amerikanerna den 11 maj drog sig tillbaka från staden Aue, som man ockuperat bara några dagar tidigare, i riktning mot Zwickau.
Den 9 maj bildades en antifascistisk gruppering som skulle regera de 21 ej ockuperade städerna och byarna. Man tryckte pengar som även accepterades i de ryska och amerikanska ockupationszonerna. Även förhandlingar fördes med sovjeterna och amerikanerna.
Den 24 juni marscherade sovjetiska trupper in och den lokala självförvaltningen upphörde. Området kom med resten av Sachsen att tillhöra den sovjetiska ockupationszonen och senare Östtyskland.